# Desis martensi
Desis martensi är en spindelart som beskrevs av Ludwig Carl Christian Koch 1872. Desis martensi ingår i släktet Desis och familjen Desidae. Inga underarter finns listade i Catalogue of Life.